# Diagnosis
Diagnosis è un singolo della cantautrice canadese Alanis Morissette, terzo estratto dall'album Such Pretty Forks in the Road, pubblicato il 24 aprile 2020.
Il brano è stato composto dalla stessa Alanis Morissette e da Michael Farrell.

## Tracce
Testi e musiche di Alanis Morissette, Michael Farrell.
1. Diagnosis – 4:46